# Red Dress
"Red Dress" é uma canção do girl group britânico Sugababes, lançado como terceiro single do seu quarto álbum de estúdio, Taller in More Ways (2005). As integrantes do grupo escreveram a canção em colaboração com seus produtores, a equipe britânica de composição e produção Xenomania, com base na percepção de que as mulheres devem expor seu corpo para serem notadas "Red Dress" foi lançado no Reino Unido em 6 de março de 2006 e é o primeiro a constar os vocais da nova integrante Amelle Berrabah, após a partida de Mutya Buena em dezembro de 2005. As Sugababes lançaram um cover de "I Bet You Look Good on the Dancefloor" de Arctic Monkeys, como Lado B da canção.
A música é um pop uptempo que contém uma amostra de "Landslide", do cantor de Northern soul Tony Clarke. Recebeu críticas positivas dos críticos de música, que elogiaram sua composição e a contribuição em particular de Xenomania. "Red Dress" atingiu o número quatro no UK Singles Chart, número sete no gráfico holandês Dutch Top 40 dos Países Baixos e dentro dos vinte primeiros nas paradas de singles da Irlanda, Nova Zelândia e Noruega. O videoclipe da música foi dirigido por Tim Royes em janeiro de 2006 e apresenta as integrantes do grupo em vestidos vermelhos. As Sugababes cantaram o single como parte das set lists para suas turnês em promoção do Taller in More Ways, Overloaded: The Singles Collection e Change, e nos festivais de música Liverpool Summer Pops e Oxegen Festival.
Para a versão single, os vocais de Berrabah foram regravados para substituir os da ex-integrante. A "versão single" também possui vocais ligeiramente diferentes dos de Buchanan e Range.

## Desenvolvimento e conceito
"Red Dress" foi escrito pelas Sugababes—Keisha Buchanan, Mutya Buena e Heidi Range— em colaboração com Brian Higgins, Miranda Cooper, Tim Powell, Nick Coler, Shawn Lee, Lisa Carenagem e Bob Bradley, para o quarto álbum de estúdio da banda Taller in More Ways (2005). Foi produzido por Higgins e Xenomania, que também produziu outra faixa do álbum "Ace Reject". De Acordo com Range, a canção foi inspirada pela percepção de que as mulheres devem expor seu corpo para serem notadas. "Red Dress" foi mixado por Jeremy Wheatley e Richard Powell, com a ajuda de Edgeler, e programado por Powell e Higgins. Os teclados de acompanhamento para a faixa foram fornecidos por Powell, Higgins, Tim Larcombe e Jon Shave. O baixo foi fornecida por Bradley, enquanto as guitarras foram fornecidos por Coler e Lee. "Red Dress" foi gravada por Dario Dendi no Eden Studios, em Londres, com a ajuda de Chris Poulter e Zoe Smith.
"Red Dress" é uma canção pop uptempo, Com elementos de funk. Sua instrumentação consistem em teclados, baixo e guitarras. O riff principal da canção é contem infleuncias de "Landslide" do cantor de Northern soul americano Tony Clarke. "Red Dress" possui dois refrões, bem como os versos são uma reminiscência de "Rapture" da banda pop americana Blondie. Talia Kraines da BBC, observou que a canção tem uma vibe "empolgante" para ele. "Red Dress" apresenta um tema de poder feminino, e é liricamente sobre uma mulher que usa sua sexualidade para ganhar poder sobre os homens. As Sugababes cantam repetidamente a linha "Porque eu sou mais fria do que o vestido vermelho" durante o início da música e no primeiro refrão. Ross Hoffman do AllMusic, observou que "Red Dress" é evocativa como as produções "brincalhonas" do xenomania feitas para o grupo feminino britânico Girls Aloud.

## Lançamento
Em 21 de dezembro de 2005, foi anunciado que Buena estava deixado as Sugababes. Amelle Berrabah foi anunciada como sua substituta um dia depois. Como resultado da mudança na formação, Taller in More Ways foi relançado para conter os vocais de Berrabah em três faixas, que incluíram "Red Dress", "Gotta Be You" e "Follow Me Home". "Red Dress" foi mais tarde escolhido como o terceiro single do álbum. Buena depois, revelou que ela se sentia desconfortável com a versão original da música depois de gravá-la, esclarecendo que "a odiava". Ao ouvir a nova versão com Berrabah, ela ficou "bastante feliz com a letra". A música foi lançada como CD single e digital download em 6 de março de 2006 pela Island Records. É apresentado no álbum de grandes sucessos do grupo Overloaded: The Singles Collection (2006), e a trilha sonora do filme It's a Boy Girl Thing de 2006. A Sugababes confirmou em janeiro de 2006 que o Lado B do "Red Dress" seria uma versão cover do single de estréia do Arctic Monkeys "I Bet You Look Good on the Dancefloor", que substituiu o single de 2005 do grupo "Push the Button" em número um na UK Singles Chart do Reino Unido. Após a gravação do lado B, as Sugababes disseram: "Quando nossos chefes nos pediram para pensar em covers para o lado B, nós sabíamos qual canção que todos amariamos". Ben Thompson do The Observer, elogiou Berrabah como uma novidade, enquanto Jimmy Draper do Time Out, escreveu: "Transformaram o punk em um disco que poderia fazer até mesmo o mais estressante hater do grupo, se levantar e dançar".

## Recepção

### Crítica
A resposta crítica para "Red Dress" foi positiva. Stuart McCaighy do DIY descreveu a canção como "topo do intervalo pop", e considerou-o um exemplo que Xenomania "não deu uma de todas as suas melhores canções para as Girls Aloud." Peter Robinson do The Observer, disse que a canção "flerta vivamente com a convenção de composição da música pop". Um jornalista da Virgin Media, considerou "Red Dress" como um "trabalho irresistivelmente funk do trio e de seus produtores". K. Ross Hoffman do AllMusic, elogiou a base de "Landslide" de Tony Clarke na canção, Escrevendo para o The Daily Telegraph, Joe Muggs elogiou "Red Dress", definindo-o coomo uma faixa "dance-maximalista"; de forma semelhante, Os críticos da Digital Spy, Nick Levine e David Balls consideraram que é um dos singles mais dançantes do grupo. Um jornalista do The Scotsman, caracterizou a faixa como "mecanicamente Groovy", enquanto crítico do Birmingham Mail, a descreveu como "um hino pisoteador, com refrão matador encharcado de atitude e versos." Alexis Petridis, do The Guardian, caracterizou o "Red Dress" como uma "música pop brilhante, imaculada e escrita". No entanto, Andrew Mueller, da mesma publicação, o chamou de "um faixa preguiçosa recheada e bastante óbvia" do single do grupo "In the Middle" de 2004.

### Comercial
"Red Dress" estreou no número quatro no UK Singles Chart, na edição de 18 de março de 2006 com 18.210 cópias vendidas. Foi a estréia mais bem sucedida daquela semana. Taller in More Ways tornou-se o primeiro álbum das Sugababes a produzir três hits no ranking do Reino Unido. "Red Dress" passou dez semanas no gráfico e vendeu 100.000 cópias no país, classificando como o décimo quarto single do best-seller do grupo no Reino Unido. A música estreou e chegou ao número doze no Irish Singles Chart. "Red Dress" apareceu no gráfico holandês Dutch Top 40, no número nove e atingiu o número sete na semana seguinte por duas semanas não consecutivas. Foi o 66º single com melhor desempenho no gráfico de 2006. O single alcançou o top vinte nas paradas na Dinamarca e na Noruega e no top quarenta nas paradas na Bélgica (Flandres), na Alemanha, na Hungria e na Suíça. Alcançou o número 41 na Austrian Singles Chart e o número 61 no Czech Singles Chart. O desempenho da música em toda a Europa permitiu que ele traçasse o gráfico europeu European Hot 100 Singles, onde atingiu o pico no quatorze. "Red Dress" estreou e atingiu o número 22 no Australian Singles Chart, onde traçou durante doze semanas. O single atingiu o número dezesseis no New Zealand Singles Chart e foi o terceiro triunfo consecutivo do topo do single no país. Um escritor do Coventry Evening Telegraph, disse que a mudança de formação não afetou o desempenho comercial da música.

## Promoção

### Videoclipe

Amelle Berrabah, Heidi Range e Keisha Buchanan vestidas com vestidos vermelhos no videoclipe de "Red Dress".

O videoclipe de acompanhamento de "Red Dress" foi dirigido por Tim Royes e filmado em janeiro de 2006. Berrabah revelou detalhes sobre o vídeo musical durante uma entrevista que foi publicada no site oficial do grupo, dizendo: "Estamos filmando o novo vídeo esta semana com o diretor Tim Royce, estamos realmente ansiosas para isso, pois haverá muitas coisas de mudanças de fantasia, ele terá um tema de passarela com muitas roupas - muito chique e extravagante - não podemos mais esperar!." Royes passou a dirigir o videoclipe para o single "Easy" das Sugababes no mesmo ano. As Sugababes usavam uma meia endossada nas cenas para o vídeo como parte de do patrocínio que o grupo recebeu da marca Pretty Polly.
O vídeo começa com cenas de Berrabah, Buchanan e Range; Todas os três estão usando vestidos vermelhos, enquanto Berrabah também está usando uma máscara preta. Buchanan segura um grande leque azul e começa a se abanar. Berrabah mais tarde remove sua máscara e é mostrada deitada em uma cadeira vermelha. A próxima cena mostra as três cantoras em um sofá fofo e branco de meias; Range, Buchanan e Berrabah estão usando tops azuis, rosa e brancos, respectivamente. O trio começa a desfilar em um movimento linear, parecido com uma passarela. A cena é mostrada em uma cadeira de bolha, e mais tarde em um chão vermelho, com globos de festas. Ao longo do vídeo, as Sugababes continuam vestidas com os poderosos vestidos vermelhos, correspondendo ao tema da música. O clipe termina com Range, Buchanan e Berrabah posando com as mãos nos quadris. O videoclipe de "Red Dress", deu as Sugababes uma indicação ao Prêmio Music Vision Award 2006. O vídeo atingiu o segundo lugar na parada britânica de televisão por três semanas.

### Performances ao vivo
As Sugababes cantaram "Red Dress" em Turin, Itália, em fevereiro de 2006, no Top of the Pops nos Jogos Olímpicos de Inverno. Para promover o lançamento da música, elas o cantaram em 6 de março de 2006 na loja HMV em Oxford Street, Londres. O single apareceu na set list para a turnês de promoção do Taller in More Ways, em 2006 e serviu como o bis dos shows em conjunto com "Push the Button". De acordo com Craig Hope of Chronicle Live, a música "surgiu em um mar de aplausos maníacos". "Red Dress" foi apresentado na set list para a sua turnê de 2007 em apoio ao Overloaded: The Singles Collection. As Sugababes cantaram o single no Aintree Pavilion em julho de 2007 como parte do evento de música Liverpool Summer Pops. Foi a música de abertura do show o trio foi apoiado por uma banda de cinco músicos. O single foi cantado em 14 de setembro de 2007 durante seu show no indig02, um clube ao vivo para eventos menores de música. Nick Levine da Digital Spy descreveu o desempenho como "um dos destaques pulsantes da noite".
"Red Dress" também foi incluído na set list para a Change Tour das Sugababes em 2008. Durante a apresentação, a canção foi misturada com "Two Tribes" de Frankie Goes. Correspondente com o título da música, o trio usava vestidos vermelhos, para a performance. Berrabah chamou a roupa de um de seus favoritos para usar durante a turnê. "Red Dress" foi performado no Oxegen Festival de 2008, como parte do set list que incluiu numerosos dos singles anteriores do grupo. Em junho de 2009, a banda interpretou "Red Dress" no Cannock Chase Forrest, como parte de um show de 75 minutos e em Cantuária, Kent, como a décima terceira música da set-list. "Red Dress" foi uma das muitas músicas que o grupo cantou em 10 de julho de 2009 no Riverside Ground, no condado de Durham, na Inglaterra. A quarta formação das Sugababes, composta por Range, Berrabah e Jade Ewen, cantou o single em novembro de 2010 no Yas Hotel em Abu Dhabi, como parte da set. O trio performou a música em setembro de 2011 durante seu show na boate de Londres, G-A-Y, em que usavam roupas de latex.

## Formatos e faixas
| - CD single 2 1. "Red Dress" – 3:38 2. "Red Dress" (Cagebaby Remix) – 5:08 3. "Red Dress" (Dennis Christopher Vocal Mix) – 7:16 4. "Red Dress" (Video) - CD single 1 / Digital download 1. "Red Dress" (Radio Edit) – 3:37 2. "I Bet You Look Good On the Dancefloor" – 2:47 | - Extended mix 1. "Red Dress" (Extended Mix) – 4:15 - Versão de rádio 1. "Red Dress" (Radio Version) – 3:37 - Extended play 1. "Red Dress" (Radio Edit) – 3:37 2. "Red Dress" (Cagedbaby Remix) – 5:08 3. "Red Dress" (Dennis Christopher Vocal Mix) – 7:16 |

## Desempenho nas tabelas musicais
| Chart (2006)                                   | Maior posição |
| ---------------------------------------------- | ------------- |
| O campo songid é OBRIGATÓRIO PARA PARADA ALEMÃ | 27            |
| Austrália (ARIA)                               | 22            |
| Áustria (Ö3 Austria Top 75)                    | 41            |
| Bélgica (Ultratop 50 de Flandres)              | 35            |
| Dinamarca (Tracklisten Airplay)                | 14            |
| Europa (Hot 100 Singles)                       | 14            |
| Hungria (Dance Top 40)                         | 22            |
| Irlanda (IRMA)                                 | 12            |
| Noruega (VG-lista)                             | 17            |
| Nova Zelândia (Recorded Music NZ)              | 16            |
| Países Baixos (Dutch Top 40)                   | 7             |
| Países Baixos (Single Top 100)                 | 10            |
| Reino Unido (UK Singles Chart)                 | 4             |
| República Checa (Rádio Top 100)                | 61            |
| Romênia (Romanian Top 100)                     | 51            |
| Suíça (Schweizer Hitparade)                    | 31            |

| Chart (2006)                 | Posição |
| ---------------------------- | ------- |
| Países Baixos (Dutch Top 40) | 66      |